# Thomas Jamieson
Thomas Francis Jamieson (1829-1913) fue un científico escocés, asociado con sus estudios del nivel del mar y de la isostasia glacial, durante el Cuaternario.
Era hijo de un joyero, Jamieson creció en Aberdeen y fue educado en el Aberdeen Grammar School y en la Universidad de Aberdeen, en el que fue nombrado profesor Fordyce, en Agricultura, en 1862, cargo que mantuvo durante 15 años. Fue elegido miembro de la Chemical Society, Miembro del Instituto de Química, y miembro de French National Society of Agricultural Chemistry. El gobierno francés lo galardonó con el título de Caballero de la Legión de Honor por su obra hecha sobre estudios en agricultura.
Interesado en la geología desde una temprana edad, Jamieson correspondió ampliamente con otros científicos, incluyendo Charles Lyell, y Charles Darwin. Después de primeras investigaciones sobre petrología, Jamieson estudió rocas de glaciar de Escocia, glaciaciones. Obras posteriores sobre sedimentos marinos hallados sobre el nivel del mar en el valle Forth lo convencieron a Jamieson que el área había estado bajo el nivel del mar, y que eso fue causado por el peso del glaciar presionando la tierra.
Aunque esos puntos de vista le trajeron a Jamieson, conflictos con la ortodoxia del Instituto Geológico y Minero de Escocia (hoy el British Geological Survey), continuó colaborando con ellos, identificando costas elevadas de Escocia, en una serie de elevaciones (7,6; 15,0; 30,5 metros). A pesar de esos esfuerzos, y a su elección a la Geological Society of London en 1862, sus puntos de vista sobre la historia geológica de Escocia, solo ganaron aceptación plena a finales del siglo XX.

## Algunas publicaciones
- thomas francis Jamieson. 1860. On the structure of the South-West Highlands of Scotland

- ------------------------------. 1859. On the drift beds and boulders of the North of Scotland. Editor G. Cornwall, 7 pp.

### Libros
- thomas francis Jamieson. 1882. On the cause of the depression and re-elevation of the land during the glacial period. 18 pp.

- ------------------------------. 1860. The Tweeddale prize essay on the rainfall. Editor	W. Blackwood and Sons, 51 pp.